# Нисина, Ёсио
Ёсио Нисина (яп. 仁科 芳雄 Нисина Ёсио, искаж. Иосио Нишина, 6 декабря 1890 — 10 января 1951) — японский физик-ядерщик.

## Биография и научная деятельность
Родился в посёлке Сатосё префектуры Окаяма. Окончил Токийский Императорский университет в 1918 году. Работал в Институте физико-химических исследований. В 1921—1929 годах проходил стажировку в Европе, посетив такие крупнейшие научные центры, как Гёттингенский университет им. Георга-Августа, Кавендишскую лабораторию и Копенгагенский университет, где познакомился с Нильсом Бором. Вернувшись на родину, вдохновлённый Нисина создал свою лабораторию и способствовал резкой активизации исследований в области ядерной физики. Построил в RIKEN первый в Японии циклотрон (1936 г.), открыл эффект деления тория-237 под действием быстрых нейтронов, описал явление рассеяния фотонов электронами в эффекте Комптона (вывел формулу, известную как формула Клейна — Нисины). В 1940 г. открыл изотоп урана-237

## Участие в японской ядерной программе
В июне 1940 года Нисина встретился в поезде с генералом Такэо Ясудой, возглавлявшим Научно-техническое управление Военно-воздушных сил Императорской армии, и рассказал ему о перспективах военного использования ядерной энергии. В мае 1941 года RIKEN получил указание начать разработку проекта урановой бомбы. Спустя два года был учреждён проект «Ни». Главой проекта был назначен сам Нисина. Однако проект «Ни» потерпел неудачу, так как сорвались планы доставки уранового концентрата из союзной Германии.

## Работа в Хиросиме
После бомбардировки Хиросимы военные привлекли Нисину для анализа результатов использования атомной бомбы. По расплавленной черепице была установлена температура взрыва, а по сохранившимся теням — высота, на которой взорвалась бомба. Через четыре месяца Нисина серьёзно заболел, что стало следствием воздействия радиации.

## Ученики
Учениками Нисины были нобелевские лауреаты Хидэки Юкава и Синъитиро Томонага.

## Память
- В 1970 году Международный астрономический союз присвоил имя Ёсио Нисины кратеру на обратной стороне Луны.
- Группа исследователей из японского института RIKEN обнародовала свои данные о синтезе химического элемента № 113 в 2004, 2005 и 2012 годах. Одно из предложенных названий элемента — нисинаний (Nishinanium, Nh) — в честь Ёсио Нисина[2]
- В честь Ёсио Нисины названа главная физическая премия Японии[англ.].